# Anioema
De anioema of hoornhoenderkoet (Anhima cornuta) is een vogel uit de familie van de hoenderkoeten (Anhimidae). De wetenschappelijke naam van de soort is gepubliceerd in 1766 door Linnaeus.

## Kenmerken
Deze standvogel heeft een kalkoenachtig lichaam, een kleine snavel en lange poten met kleine zwemvliezen. Het verenkleed is overwegend blauwgrijs en bij zowel mannetje als vrouwtje gelijk. Op het voorhoofd bevindt zich een opvallende, tot tien centimeter lange schuin naar achter buigende hoorn die voortdurend groeit en vaak aan het einde afbreekt. De lichaamslengte bedraagt 84 cm en het gewicht 2 tot 3 kg.

## Leefwijze
Deze dieren zoeken hun voedsel op het land, zelden in het water.

## Voortplanting
De vrouwtjes leggen vier tot zes eieren in een grondnest, die zes weken worden bebroed.

## Voorkomen
De soort komt voor in het noorden en midden van Zuid-Amerika, met name van Colombia en Venezuela door het Amazonebekken tot Bolivia en noordoostelijk Argentinië.

## Beschermingsstatus
Op de Rode Lijst van de IUCN heeft de soort de status veilig.